# ولايات فنزويلا
فنزويلا دولة فدرالية تتكون من 23 ولاية ( estados ) وضاحية عاصمة ( Distrito Capital ) و تبعيات فدرالية ( Dependencias Federales ) تتكون هذه التبعيات من عدد كبير من الجزر. وكذلك تطالب فنزويلا بأراضي غيانا إسكويبا والتي تتكون من 6 ضواحي في دولة غيانا المستقلة. وتعتبر الولايات المستوى الإداري الأول وفي المستوى الثاني تنقسم الولايات إلى بلديات ( Municipality ) ويبلغ عددها 335 بلدية.

## تاريخ الولايات
قبل الحرب الفيدرالية كانت فنزويلا مقسمة إلى محافظات بدلا من ولايات. وكان المقرر من المنتصر في هذه الحرب أن يعطي الولايات إستقلالية أكبر ولكن لم تطبق هذه الاستقلالية.
من عام 1863 إلى أوائل القرن العشرين كان هناك عدة تغيرات في الأراضي وتشمل اندماج وانقسام الولايات ومن بداية عقد التسعينات من هذا القرن لم تتغير هذه الولايات. وشمل هذه الولايات ولاية غوزمان بلانكو ( 1873-1889). في 1881 ولاية ميراندا وولاية غواريكو وولاية نيفا إسبارتا وإدارة فارغاس من الضاحية الفدرالية أندمجت جميعاً لتكون ولاية أرغوا. وكان هذا جزء من إعادة تنظيم الأراضي لتقلصيها إلى 9 بدلا من 20 ولاية، وتم تعديله في 1901.
بداية التسعينات شهدت إنشاء ثلاث ولايات ولاية دلتا أماكورو ( 1991 ) و أمازوناس ( 1994) و فارغاس ( 1998 ).

## الولايات
الجدول التالي يحتوي على 23 ولاية فنزويلية.
| العلم | الشعار | الولاية                           | العاصمة                                     | تعداد السكان (تعداد 2011) | المساحة (كم²) | الإقليم             | الموقع |
| ----- | ------ | --------------------------------- | ------------------------------------------- | ------------------------- | ------------- | ------------------- | ------ |
|       |        | ولاية أمازوناس Amazonas           | بورتو أياكوتشو Puerto Ayacucho              | 146,480                   | 180,145       | إقليم غيانا         |        |
|       |        | ولاية أنزواتغي Anzoátegui         | برشلونة Barcelona                           | 1,469,747                 | 43,300        | الإقليم الشمال شرقي |        |
|       |        | ولاية أبوري Apure                 | سان‌ فرناندو دي أبوري San Fernando de Apure  | 459,025                   | 76,500        | إقليم يانوس         |        |
|       |        | ولاية أراغوا Aragua               | ماراكاي Maracay                             | 1,630,308                 | 7,014         | الإقليم الأوسط      |        |
|       |        | ولاية باريناس Barinas             | باريناس Barinas                             | 816,264                   | 35,200        | إقليم الأنديز       |        |
|       |        | ولاية بوليفار Bolívar             | بوليفار Ciudad Bolívar                      | 1,410,964                 | 238,000       | إقليم غيانا         |        |
|       |        | ولاية كارابوبو Carabobo           | بلنسية Valencia                             | 2,245,744                 | 4,650         | الإقليم الأوسط      |        |
|       |        | ولاية كوخديس Cojedes              | سان كارلوس San Carlos                       | 323,165                   | 14,800        | الإقليم الأوسط      |        |
|       |        | ولاية دلتا أماكورو Delta Amacuro  | تكوبيتا Tucupita                            | 167,676                   | 40,200        | إقليم غيانا         |        |
|       |        | ولاية فالكون Falcón               | كورو Coro                                   | 902,847                   | 24,800        | الإقليم وسط شرقي    |        |
|       |        | ولاية غواريكو Guárico             | سان خوان ديلوس موروس San Juan De Los Morros | 747,739                   | 64,986        | إقليم يانوس         |        |
|       |        | ولاية لارا Lara                   | باركيسيميتو Barquisimeto                    | 1,774,867                 | 19,800        | الإقليم وسط شرقي    |        |
|       |        | ولاية ماردة Mérida                | ماردة Mérida                                | 828,592                   | 11,300        | إقليم الأنديز       |        |
|       |        | ولاية ميرندا Miranda              | لوس تيكيس Los Teques                        | 2,675,165                 | 7,950         | العاصمة             |        |
|       |        | ولاية موناغاس Monagas             | ماتورين Maturín                             | 905,443                   | 28,930        | الإقليم الشمال شرقي |        |
|       |        | ولاية نويفا أسبارتا Nueva Esparta | لا أسونسيون La Asunción                     | 491,610                   | 1,150         | جزر                 |        |
|       |        | ولاية بورتوغيزا Portuguesa        | غواناري Guanare                             | 876,496                   | 15,200        | الإقليم وسط شرقي    |        |
|       |        | ولاية سوكري Sucre                 | كومانا Cumaná                               | 896,291                   | 11,800        | الإقليم الشمال شرقي |        |
|       |        | ولاية تاتشيرا Táchira             | سان كريستوبال San Cristóbal                 | 1,168,908                 | 11,100        | إقليم الأنديز       |        |
|       |        | ولاية ترجالة Trujillo             | ترجالة (فنزويلا) Trujillo                   | 686,367                   | 7,400         | إقليم الأنديز       |        |
|       |        | ولاية فارغاس Vargas               | لا غويرا La Güaira                          | 352,920                   | 1,496         | العاصمة             |        |
|       |        | ولاية ياراكوي Yaracuy             | سان فيليبه San Felipe                       | 600,852                   | 7,100         | الإقليم وسط شرقي    |        |
|       |        | ولاية زوليا Zulia                 | ماراكايبو Maracaibo                         | 3,704,404                 | 63,100        | إقليم زوليان        |        |

## مناطق بوضع خاص
| العلم | الشعار | المنطقة            | العاصمة             | التعداد السكاني (تعداد 2011) | المساحة (كم²) | الموقع |
| ----- | ------ | ------------------ | ------------------- | ---------------------------- | ------------- | ------ |
|       |        | ضاحية العاصمة      | كاراكاس Caracas     | 1,943,901                    | 433           |        |
|       |        | التبعيات الفدرالية | لوس روكس Los Roques | 2,155                        | 342           |        |

## التسميات
ولايات سميت بأسماء شخصيات تاريخية :
- ولاية أنزواتغي سميت باسم خوسية أنطونيو أنزواتغي.
- ولاية بوليفار سميت باسم سيمون بوليفار.
- ولاية فالكون سميت باسم خوان كريسوستومو فالكون.
- ولاية لارا سميت باسم خاكينتو لارا.
- ولاية ميرندا سميت باسم فرانسيسكو دي ميرندا.
- ولاية موناغاس سميت باسم خوسية تاديو موناغاس وخوسية جريغوريو موناغاس.
- ولاية سوكري سميت باسم أنطونيو خوسيه دي سوكري
- ولاية فارغاس سميت باسم ماريا فارغاس.

ولايات سميت بأسماء معالم طبيعية.
- ولاية أمازوناس سميت باسم نهر الأمازون
- ولاية أبوري سميت باسم نهر أبوري
- ولاية أراغوا سميت باسم نهر أراغوا
- ولاية باريناس سميت باسم نهر باريناس
- ولاية كوخديس سميت باسم نهر كوخديس
- ولاية دلتا أماكورو سميت باسم دلتا نهر أورينكو و نهر أماكورو
- ولاية غواريكو سميت باسم نهر غواريكو
- بورتوغيزا سميت باسم نهر بورتوغيزا .
- ولاية تاتشيرا سميت باسم نهر تاتشيرا.
- ولاية ياراكوي سميت باسم نهر ياراكوي

أصول أسماء أخرى :
- ولاية كارابوبو سميت باسم إحدى قراها العرقية.
- كاراكاس سميت باسم السكان الأصليين والذين يطلق عليهم الكاراكاس.
- ولاية ماردة سميت باسم عاصمتها ماردة الفنزويلية والتي هي بدورها سميت باسم ماردة الأسبانية.
- ولاية نويفا أسبارتا أو أسبارتا الجديدة سميت باسم أبطال اليونان جنود أسبرطة لقب أطلق على السكان خلال حرب الاستقلال الفنزويلية لتشبيهم بأبطال أسبرطة.
- ولاية ترجالة سميت باسم العاصمة ترجالة الفنزويلية والتي هي بدورها سميت باسم مدينة ترجالة الأسبانية.
- ولاية زوليا هو الترجمة النطقية للغة تشيبتشا وهي تعني اسم زهرة زرقاء يطلق عليها اسم متفوقا اللوبيليا ( Edging Lobelia أو Lobelia erinus ). وكذلك سميت باسم نهر زوليا.

## روابط خارجية
- شخصيات عمدات المدن